# Real de Catorce
Real de Catorceⓘ – meksykańska miejscowość położona w północnej części stanu San Luis Potosí, siedziba władz gminy o Catorce.

## Położenie
Miasto leży w odległości około 170 km na północ od stolicy stanu San Luis Potosí, około 25 km na zachód od Matehuala, w górach Sierra Madre Wschodnia.